# 阿斯貝斯托斯山脈

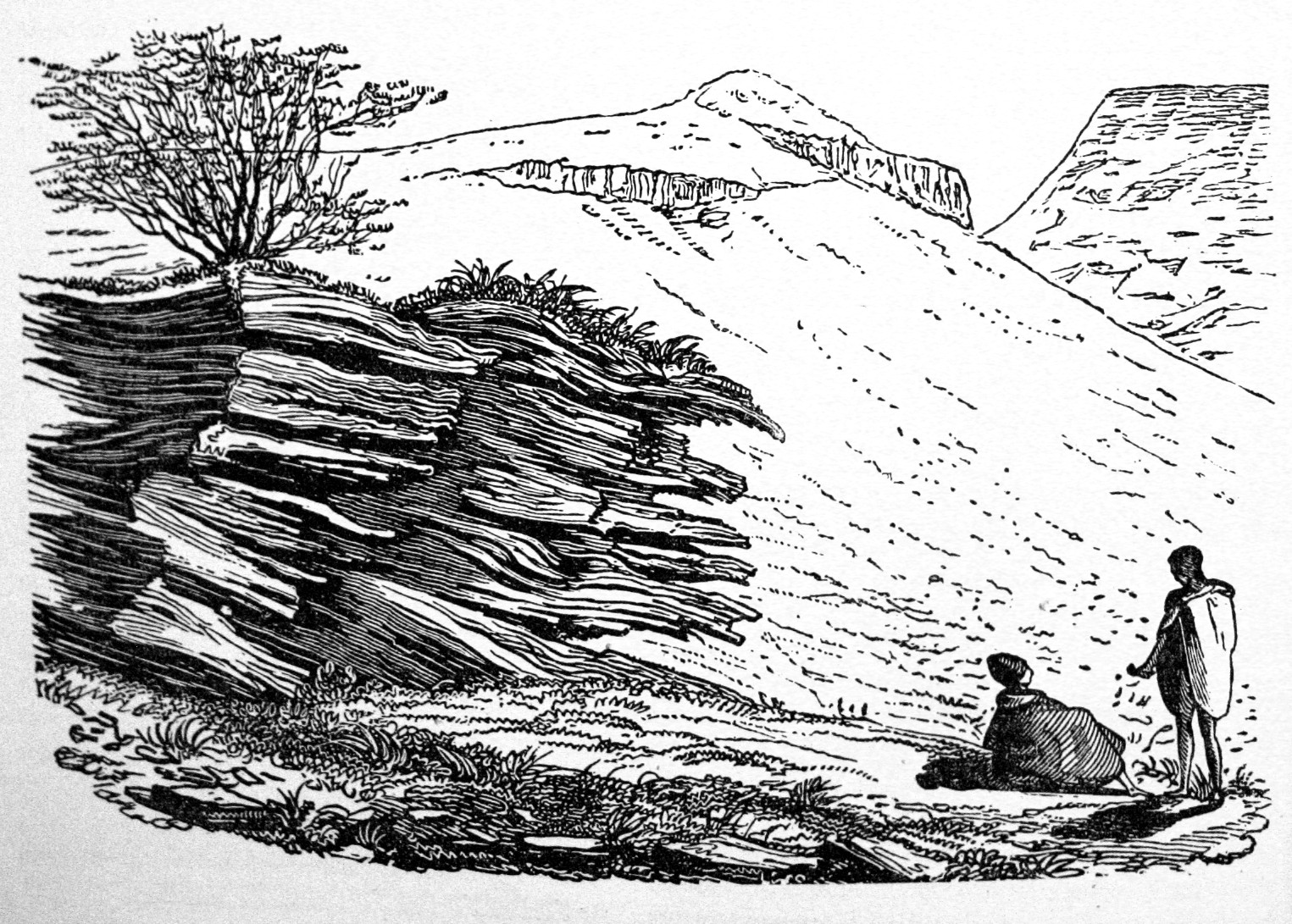

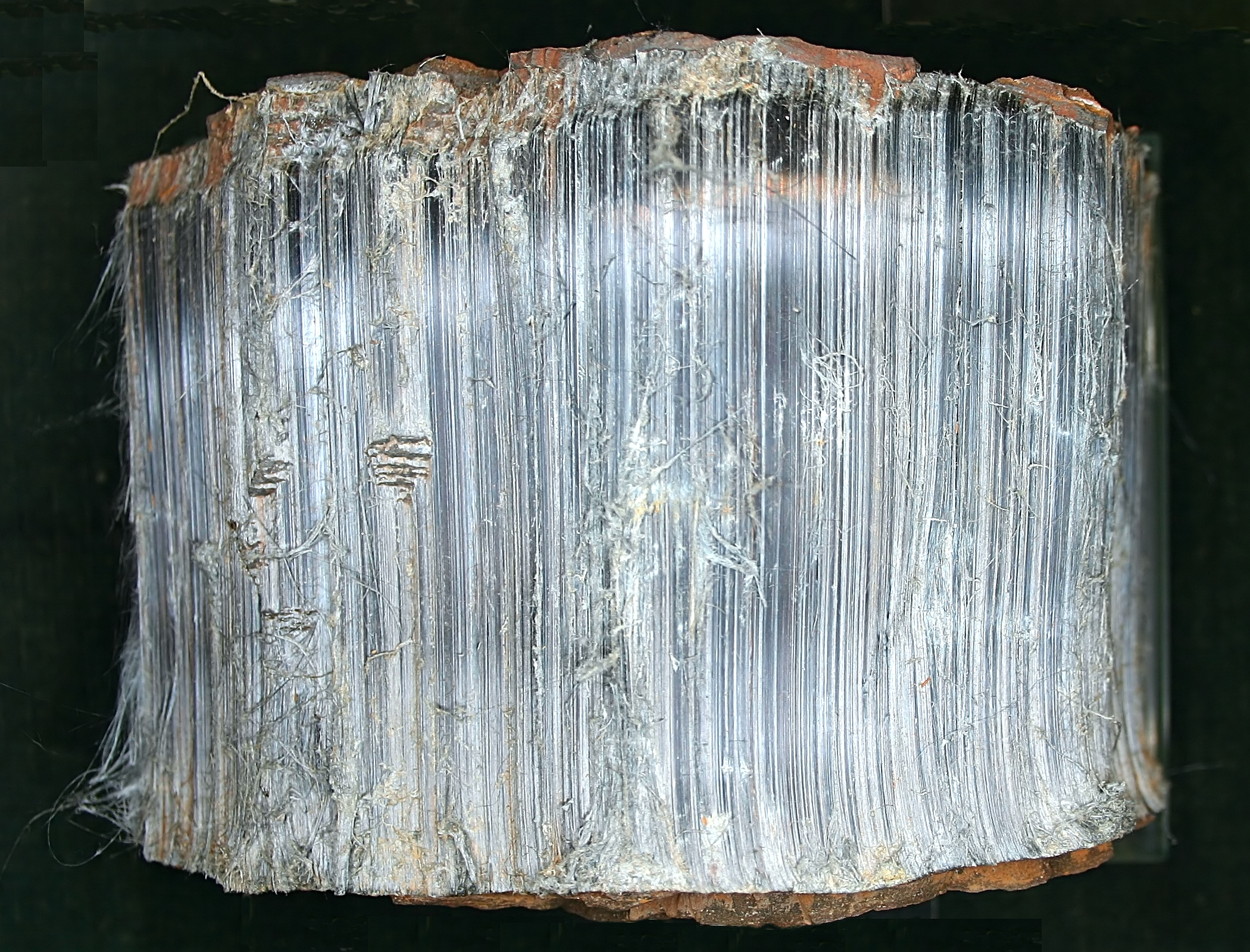

阿斯貝斯托斯山脈是南非的山脈，位於北開普省，距離金伯利150公里，從普里斯卡一直延伸至庫魯曼，該山脈蘊藏著大量青石棉。
27°59′15″S 23°31′52″E / 27.98750°S 23.53111°E